# قتاد حلبي
القَتَاد الحلبي الاسم العلمي (باللاتينية: Astragalus allepicus) هو نوع عشبي حولي من جنس القتاد.

## البيئة والانتشار
موطن نبات القتّاد الحلبي المشرق العربي وتركيا.